# Maracivka, Slavuta
Maracivka (în ucraineană Марачівка) este o comună în raionul Slavuta, regiunea Hmelnîțkîi, Ucraina, formată numai din satul de reședință.

## Demografie
Componența lingvistică a comunei Maracivka
     Ucraineană (100%)
Conform recensământului din 2001, toată populația comunei Maracivka era vorbitoare de ucraineană (100%).